# Armadillidium pilosellum
Armadillidium pilosellum là một loài chân đều trong họ Armadillidiidae. Loài này được Dollfus miêu tả khoa học năm 1896.